# Raphitoma bracteata
Raphitoma bracteata is een slakkensoort uit de familie van de Raphitomidae. De wetenschappelijke naam van de soort is voor het eerst geldig gepubliceerd in 1904 door Pallary.